# دبليو 86 (قنبلة نووية)

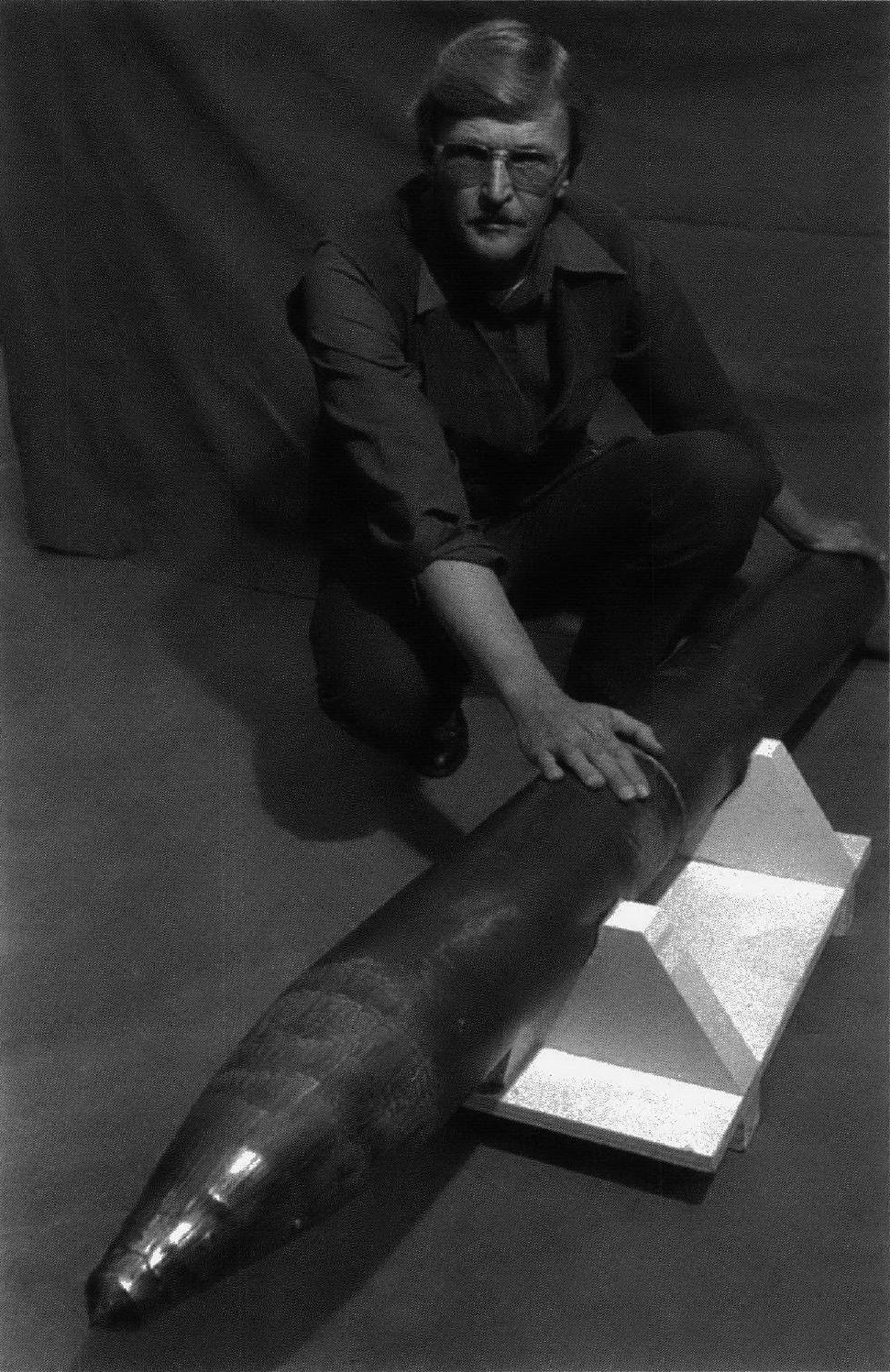
صورة لرأس حربي ذو خصائص تخترق الارض والتحصينات

دبليو 86 هو رأس حربي نووي حراري أمريكي ذو خصائص تخترق الأرض (خارقة نووية).
تم إلغاء تصميم دبليو 86 في سبتمبر 1980 وتفاصيل التصميم لي دبليو 86 غامضة وقد تم ذكر أن دبليو 86 و دبليو 85 كانا من مشتقات بي 61.